# Csebisev-egyenlőtlenség
A Csebisev-egyenlőtlenség a valószínűségszámítás egyik egyenlőtlensége. Nevét Pafnutyij Lvovics Csebisev orosz matematikusról kapta. Lényege, hogy jelentőséget ad a szórásnak, azaz arra ad becslést a szórás felhasználásával, hogy egy valószínűségi változó mekkora eséllyel tér el egy előre adott mértéknél jobban a várható értéktől.

## Állítás
Formálisan, legyen {\displaystyle X} véges szórású valószínűségi változó, várható értéke
{\displaystyle \mu :=\operatorname {E} (X)}
és szórásnégyzete
{\displaystyle \sigma ^{2}:=\operatorname {Var} (X)}.
Ekkor a {\displaystyle k>0} valós számokra
{\displaystyle \operatorname {P} \left[\left|X-\mu \right|\geq k\right]\leq {\frac {\sigma ^{2}}{k^{2}}}}.
A komplementer eseményre
{\displaystyle \operatorname {P} \left[\left|X-\mu \right|<k\right]\geq 1-{\frac {\sigma ^{2}}{k^{2}}}}.

## A becslés jósága
A Csebisev-egyenlőtlenség éles abban az értelemben, hogy vannak valószínűségi változók, amelyekre a becslés egyenlőséggel teljesül.
Legyen például {\displaystyle X} diszkrét valószínűségi változó, és
{\displaystyle \operatorname {P} \left[X=0\right]=1-p}
továbbá
{\displaystyle \operatorname {P} \left[X=-a\right]=\operatorname {P} \left[X=a\right]=p/2},
ahol {\displaystyle a} egy pozitív szám, és {\displaystyle p\in (0,1)}. Ekkor {\displaystyle \mu =\operatorname {E} (X)=0} és {\displaystyle \sigma ^{2}=\operatorname {Var} (X)=a^{2}p}, így a becslés
{\displaystyle P(|X-0|\geq k)\leq {\frac {a^{2}p}{k^{2}}}}
ami {\displaystyle k=a} esetén egyenlőséggel teljesül, mivel ekkor {\displaystyle P(|X|\geq k)=P(|X|\geq a)=p}.
Általában a becslés nem sokat mond. Például, ha {\displaystyle k\leq \sigma }, akkor a becslés triviális. A tétel mégis gyakran hasznos, mivel ehhez nem kell ismerni az eloszlást, és minden véges szórású valószínűségi változóra alkalmazható, még a normális eloszlástól távol állókra is. A korlátok is egyszerűen meghatározhatók.

## Változatok

### Standard eltéréssel
Ha a {\displaystyle \sigma } standard eltérés nem nulla, és {\displaystyle \lambda } pozitív, akkor a {\displaystyle k=\lambda \sigma } helyettesítéssel az egyenlőtlenség gyakran idézett alakját kapjuk:
{\displaystyle \operatorname {P} \left[\left|X-\mu \right|\geq \lambda \sigma \right]\leq {\frac {1}{\lambda ^{2}}}}.
Ez csak {\displaystyle \lambda >1} esetén ad érdemi becslést, mivel a {\displaystyle 0<\lambda \leq 1} esetben triviális, hiszen a valószínűségek sosem nagyobbak 1-nél.

### Magasabb momentumokra
Az egyenlőtlenség magasabb momentumokra is általánosítható. Ezt nem ritkán szintén Csebisev-egyenlőtlenségnek nevezik, A valószínűségszámításban ez inkább Markov-egyenlőtlenségként ismert. Néhány szerző a Csebisev-Markov elnevezést használja.
Az egyenlőtlenség azt mondja, hogy ha {\displaystyle (\Omega ,\Sigma ,\nu )} mértéktér, {\displaystyle f\colon \Omega \to \mathbb {R} _{0}^{+}} mérhető függvény, és {\displaystyle \varepsilon ,p\in \mathbb {R} ^{+}}, akkor teljesül, hogy:
{\displaystyle \nu (\{x\mid f(x)\geq \varepsilon \})\leq {\frac {1}{\varepsilon ^{p}}}\int _{\Omega }f^{p}{\rm {d}}\nu }.
Ez következik abból, hogy:
{\displaystyle \int _{\Omega }f^{p}\;{\rm {d}}\nu \geq \int _{\{x\mid f(x)\geq \varepsilon \}}f^{p}\;{\rm {d}}\nu \geq \int _{\{x\mid f(x)\geq \varepsilon \}}\varepsilon ^{p}\;{\rm {d}}\nu =\varepsilon ^{p}\nu (\{x\mid f(x)\geq \varepsilon \})}
Ebből speciális esetben adódik az eredeti egyenlőtlenség, ha {\displaystyle \nu =P}, {\displaystyle f=|X-\mu |} és {\displaystyle p=2}, akkor :{\displaystyle P(|X-\mu |\geq k)=P(|X-\mu |^{2}\geq k^{2})\leq {\frac {1}{k^{2}}}\int _{\Omega }|X-\mu |^{2}\;{\rm {d}}P={\frac {\sigma ^{2}}{k^{2}}}}.

## Példák

### 1. példa
A példa kedvéért tegyük fel, hogy egy Wikipédián a cikkek hosszának várható értéke 1000 bájt, a szórás 200 bájt! Ekkor a Csebisev-egyenlőtlenség szerint a cikkek legalább 75%-ának hossza 600 és 1400 közé esik ({\displaystyle k=400,~\mu =1000,~\sigma =200}).
A számítás:
{\displaystyle \operatorname {P} \left[\left|X-1000\right|<400\right]\geq 1-{\frac {200^{2}}{400^{2}}}=0{,}75=75\ \%}

### 2. példa
Az egyenlőtlenség egy másik alkalmazása az, hogy ha egy véges szórású valószínűségi változó várható értéke {\displaystyle \mu } és szórása {\displaystyle \sigma }, akkor az értékek fele az {\displaystyle (\mu -{\sqrt {2}}\sigma ,\mu +{\sqrt {2}}\sigma )} intervallumba esik.

### 3. példa
Egy véletlen esemény {\displaystyle p} valószínűséggel következik be. A kísérletet {\displaystyle n}-szer végzik el, az esemény {\displaystyle k}-szor következik be. Ekkor {\displaystyle k} binomiális eloszlású, várható értéke {\displaystyle np}, szórásnégyzete {\displaystyle np(1-p)}; a bekövetkezés relatív gyakorisága {\displaystyle {\tfrac {k}{n}}}, ennek várható értéke {\displaystyle p} és szórásnégyzete {\displaystyle {\tfrac {p(1-p)}{n}}}. A Csebisev-egyenlőtlenség szerint a relatív gyakoriság eltérése a várható értéktől
{\displaystyle \operatorname {P} \left[\left|{\frac {k}{n}}-p\right|\geq \epsilon \right]\leq {\frac {p(1-p)}{\epsilon ^{2}n}}\leq {\frac {1}{4\epsilon ^{2}n}}},
ahol a második becslést a számtani és mértani közepek egyenlőtlenségéből következő {\displaystyle {\sqrt {p(1-p)}}\leq {\tfrac {1}{2}}} adja.
Ez a forma már a nagy számok gyenge törvényének speciális esete, ami a relatív gyakoriságok sztochasztikus konvergenciáját mutatja a várható értékhez.
Ennél a példánál a Csebisev-egyenlőtlenség csak durva közelítést ad, pontosabb becslést a Chernoff-egyenlőtlenség szolgáltat.

## Alkalmazások
- Felhasználják a Borel-Cantelli-lemma és a nagy számok gyenge törvényének bizonyításában.[5]
- Az általánosítással megmutatható, hogy a függvénysorozatok {\displaystyle L^{p}\;} értelemben vett konvergenciájából következik a mérték szerinti konvergencia.
- Az {\displaystyle m} mediánra igaz, hogy {\displaystyle \left|\mu -m\right|\leq \sigma }.

## Bizonyítása
A legtöbb szerző a Markov-egyenlőtlenségből vezeti le. A Markov-egyenlőtlenség
{\displaystyle P\left[Y\geq k\right]\leq {\frac {\operatorname {E} \left[h(Y)\right]}{h(k)}}.}
ahol {\displaystyle Y=|X-\mu |} és {\displaystyle h(x)=x^{2}}.
Önálló bizonyítás található például Wirthsnél. Legyen
{\displaystyle A_{k}=\{\omega \in \Omega \mid |X-\mu |\geq k\}}.
és jelölje {\displaystyle \mathbf {1} _{A}} az {\displaystyle A} halmaz indikátorfüggvényét. Ekkor minden {\displaystyle \omega } esetén teljesül az
{\displaystyle |X(\omega )-\mu |^{2}\geq k^{2}\mathbf {1} _{A_{k}}(\omega )}
egyenlőtlenség.
Ha {\displaystyle \omega \notin A_{k}}, akkor a jobb oldal nulla, és az egyenlőtlenség teljesül. Ha {\displaystyle \omega \in A_{k}}, akkor definíció szerint a bal oldalon az {\displaystyle A_{k}} halmaz definíciója szerint tartalmaz legalább egy {\displaystyle k^{2}} értéket, így az egyenlőtlenség megint teljesül. A várható érték monotonitása miatt és a vele való számolás szabályai miatt a szórásnégyzet írható, mint
{\displaystyle \sigma ^{2}=\operatorname {Var} (X)=\operatorname {E} (|X-\mu |^{2})\geq \operatorname {E} (k^{2}\mathbf {1} _{A_{k}})=k^{2}P(A_{k})=k^{2}P(|X-\mu |\geq k)}.
{\displaystyle k^{2}}-tel osztva az egyenlőtlenség az állításban megadott alakot ölti.

## Története
Csebisev a diszkrét valószínűségi változókra bizonyította a tételt, és ezt 1867-ben jelentette meg Szentpéterváron és Párizsban, ott Joseph Liouville újságjában, aminek címe Journal de Mathématiques Pures et Appliquées. Azonban egy általánosabb bizonyítás már 1853-ban megjelent Irénée-Jules Bienaymé tollából, a Considérations a l’appui de la découverte de Laplace sur la loi de probabilité dans la méthode des moindres carrés. című lapban. Ez nem sokkal Csebisev cikkének megjelenése előtt újra közölte a cikket, és Csebisev elismerte Bienaymé elsőbbségét.

## Fordítás
Ez a szócikk részben vagy egészben  a   Tschebyscheffsche Ungleichung című német Wikipédia-szócikk fordításán alapul.  Az eredeti cikk szerkesztőit annak laptörténete sorolja fel. Ez a jelzés csupán a megfogalmazás eredetét és a szerzői jogokat jelzi, nem szolgál a cikkben szereplő információk forrásmegjelöléseként.